# Семён Юрьевич Слуцкий
Семён (Симеон) Юрьевич Олелькович-Слуцкий (ум. 1560) — князь слуцкий и копыльский (1547 — 1560), из рода Олельковичей, потомок великого князя литовского Гедимина.

## Биография
Отец — Юрий Семёнович Слуцкий (1492 — 1542), мать — литовская аристократка Елена Радзивилл (ум. 1546), дочь литовского канцлера Николая Радзивилла (ок. 1470—1521) и Елизаветы Сакович.
Вместе с братом Юрием владел Слуцким и Копыльским княжествами а также многочисленными имениями на Украине.
Жена Эльжбета Острожская (1539—1582). Скрывалась от своего законного мужа Лукаша Гурка когда тот отправился на Ливонскую войну, она с матерью укрылись во Львове в доминиканском монастыре. В 1559 году Беата тайно венчала Эльжбету с князем Семёном Юрьевичем Слуцким (ум. 1560). Слуцкий в нищенской одежде пробрался в монастырь где женился на Эльжбете. Лукаш Гурка при поддержке короля весной 1559 осадил монастырь и вынудил монахов выдать ему Эльжбету. В 1560 году Семён Слуцкий был убит.